# Illaijh de Ruijter
Illaijh de Ruijter (Maassluis, 14 september 2006) is een Nederlands voetballer die doorgaans als verdediger speelt. Hij komt uit voor ADO Den Haag.

## Clubcarrière
De Ruijter werd in 2014 door Feyenoord gescout bij Excelsior Maassluis. Hij doorliep acht jaar lang de jeugdopleiding van de Rotterdammers, voor hij vertrok naar ADO Den Haag. Na twee seizoenen in de jeugd, brak hij in 2024 door naar het eerste elftal, dat uitkwam in de Keuken Kampioen Divisie. Op 25 oktober 2024 zat hij voor het eerst bij de selectie en een week later, op 1 november, mocht hij zijn debuut maken tegen FC Eindhoven (4-0). Hij kwam in de 84e minuut in de ploeg voor Steven van der Sloot. Sinds zijn debuut komt De Ruijter regelmatig uit voor het eerste elftal, wat hem in maart 2025 een eerste profcontract opleverde.

## Statistieken
| Seizoen | Club         | Competitie     | Competitie | Competitie | Beker | Beker | Overig | Overig | Totaal | Totaal |
| Seizoen | Club         | Competitie     | Wed.       | Dlp.       | Wed.  | Dlp.  | Dlp.   | Dlp.   | Wed.   | Dlp.   |
| ------- | ------------ | -------------- | ---------- | ---------- | ----- | ----- | ------ | ------ | ------ | ------ |
| 2024/25 | ADO Den Haag | Eerste divisie | 11         | 0          | 0     | 0     | 0      | 0      | 11     | 0      |
| Totaal  | Totaal       | Totaal         | 11         | 0          | 0     | 0     | 0      | 0      | 11     | 0      |

Bijgewerkt op 28 maart 2025.